# Цитозольный фактор нейтрофилов 2
Цитозольный фактор нейтрофилов 2, или p67-phox (англ. neutrophil cytosolic factor 2, NCF2) — цитозольный регуляторный белок, компонент комплекса NADPH-оксидазы 2. Цитохром b, состоящий из лёгкой цепи (альфа) и тяжёлой цепи (бета) требует связывание этого белка для своей каталитической активации. 

## Структура и функция
p67phox представляет собой белок из 526 аминокислот с молекулярной массой 67 кДа. 

## Патология
Мутации гена NCF2 ассоциированы с аутосомальным рецессивным хроническим грануломатозом, который характеризуется неспособностью активированных фагоцитов генерировать супероксид, необходимый для бактерицидной активности этих клеток. По этой причине мутации гена NCF2 вызывают, так же как и мутации в генах NOX2 (CYBB) или NCF1, хронический грануломатоз, заболевание, характеризующееся неспособностью нейтрофилов и фагоцитов подавить микроорганизмы. Больные хроническим грануломатозом страдают подвержены опасным бактериальным и грибковым инфекциям.

## См.также
- NADPH-оксидаза 2
- p47phox
- Rac1